# Apokalypsen (Dürer)
Apokalypsen eller Apokalypsen med bilder (latin: Apocalipsis cum figuris) är en serie träsnitt av den tyske renässanskonstnären Albrecht Dürer från 1498. Serien uppgår till 15 bilder med tysk och latinsk text. Den visar episoder ur apokalypsen såsom den skildras i Uppenbarelseboken i Nya testamentet. Avsedda för en större publik berättar bilderna expressivt och koncentrerat om Johannes visioner. 
De mest kända av de 15 bilderna är Apokalypsens fyra ryttare (bild 4) och Mikaels kamp med draken (bild 12). I Apokalypsens fyra ryttare bryter ofärden med oemotståndlig kraft in över människorna. Även om Dürer endast avbildat några få människor förstår betraktaren vilket öde som väntar hela mänskligheten – vare sig kungar, köpmän eller kvinnor undkommer. De fyra ryttarna är en allegori över segern (första ryttaren längst till höger, också identifierad som pesten), kriget, hungern och döden (Upp. 6:1–19). Ärkeängeln Mikael skildras när han besegrar djävulen som uppträder i en drakes skepnad (Upp. 12:7ff). 
Dürer var en pionjär inom träsnittstekniken och hans insats fick en genomgripande betydelse för den grafiska utvecklingen. Hans verk omfattar cirka 300 träsnitt varav Apokalypsen var hans första betydande verk. Med hjälp av agenter som sålde serien runt om i Europa fick den stor spridning och blev en enorm framgång för konstnären.

## Övriga 14 bilder

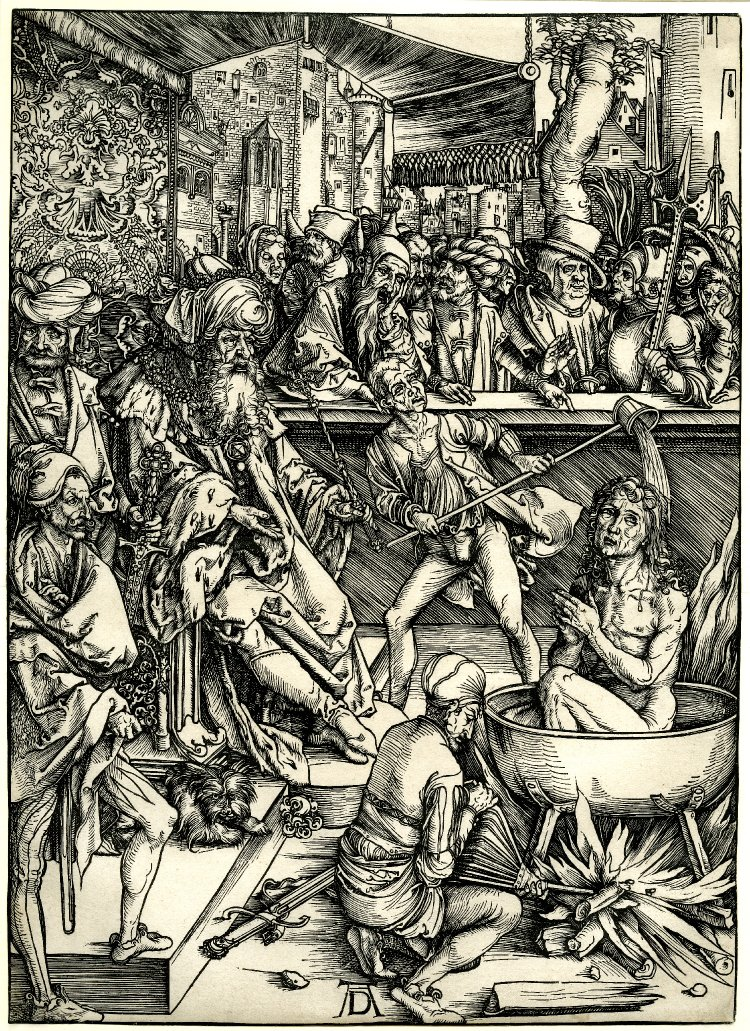
1. Johannes martyrium.
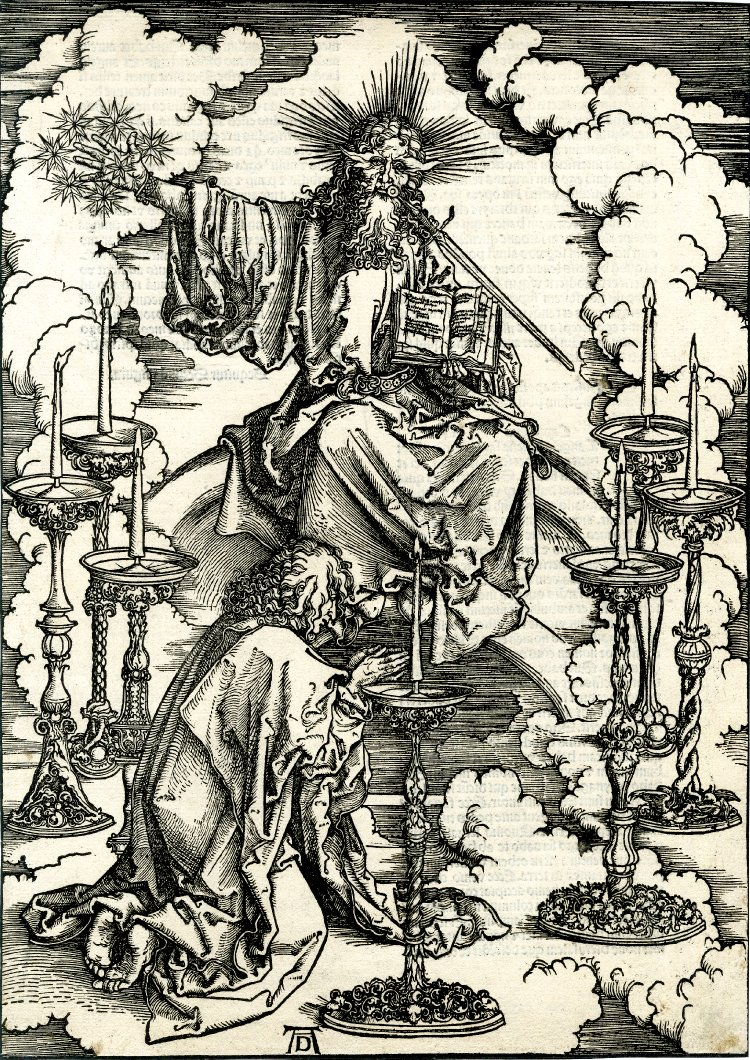
2.
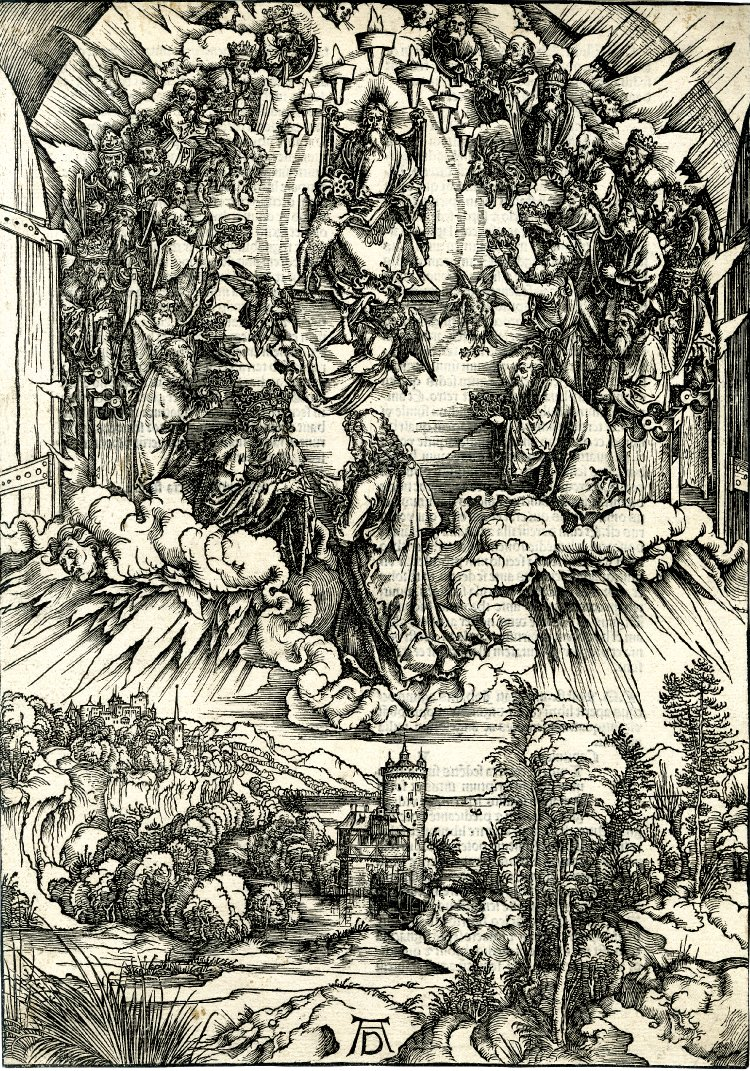
3.
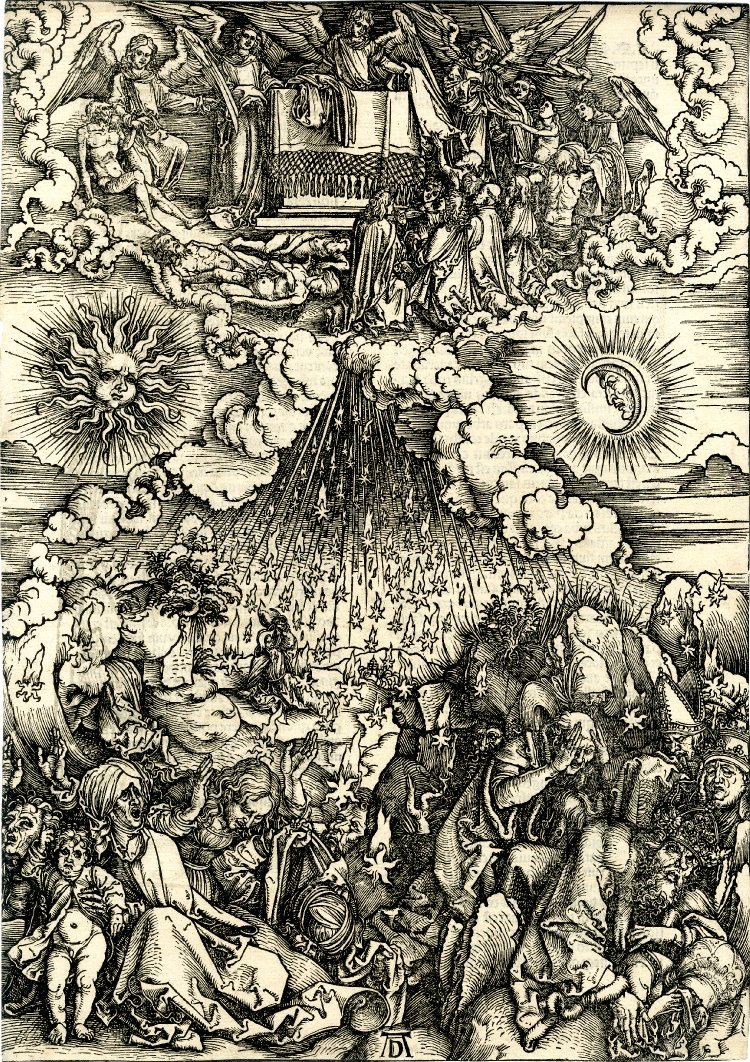
5.
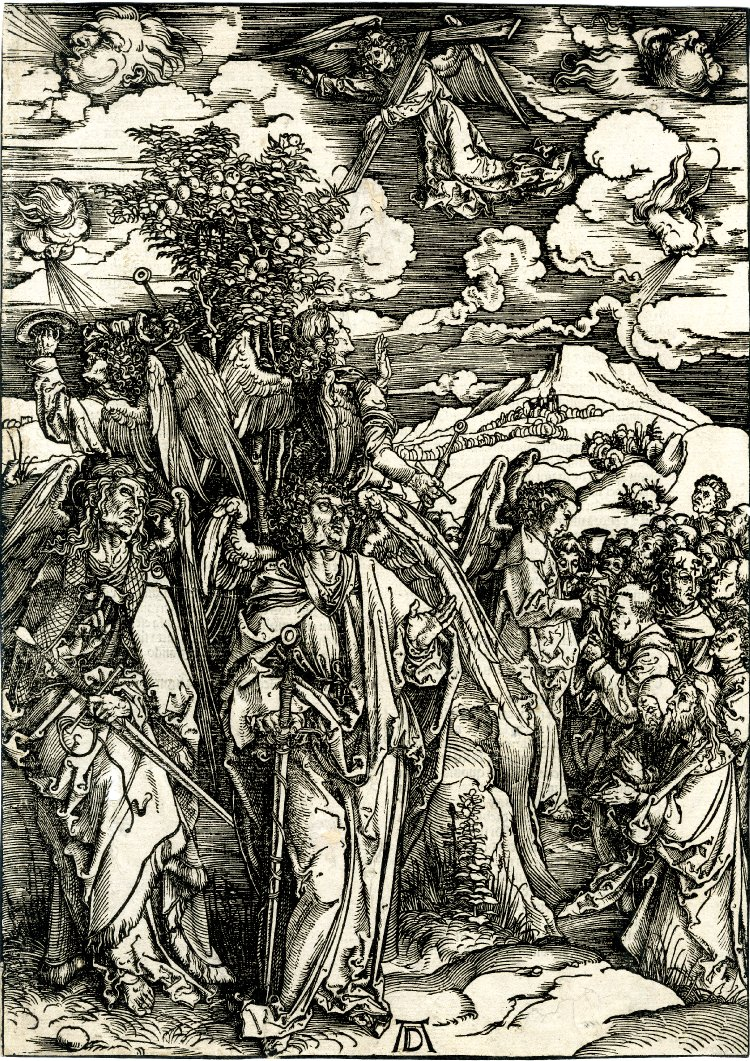
6.
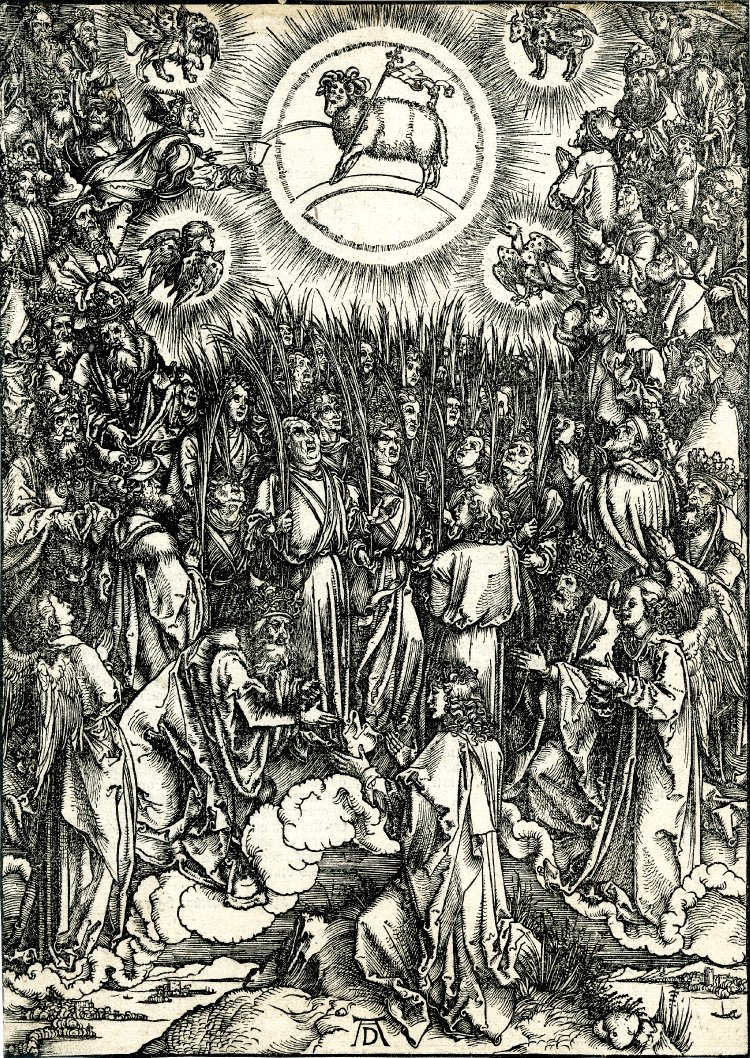
7.
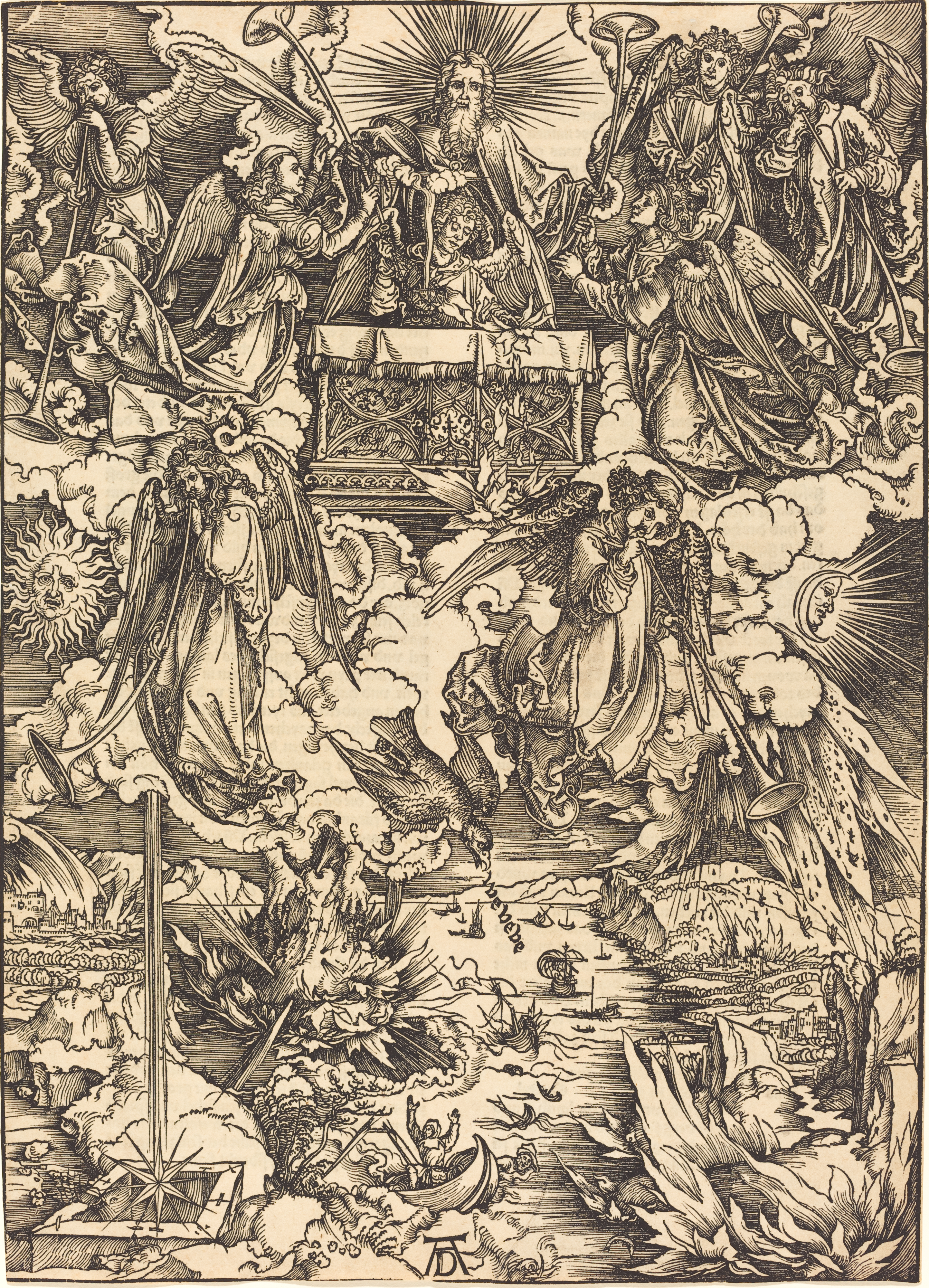
8.
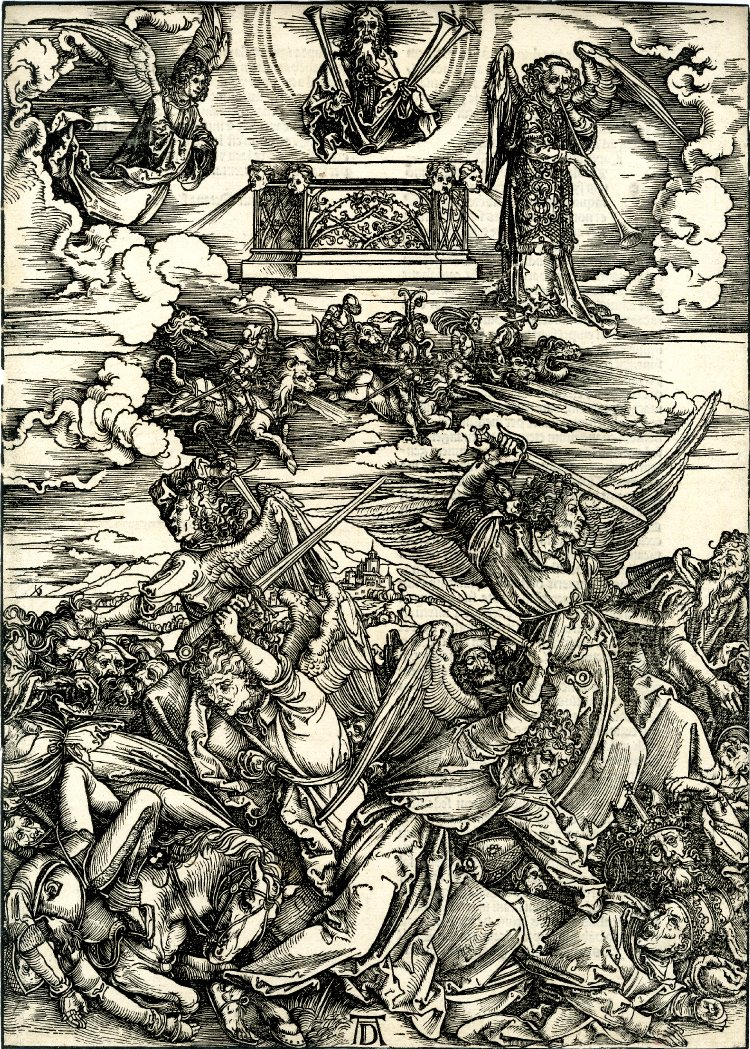
9.
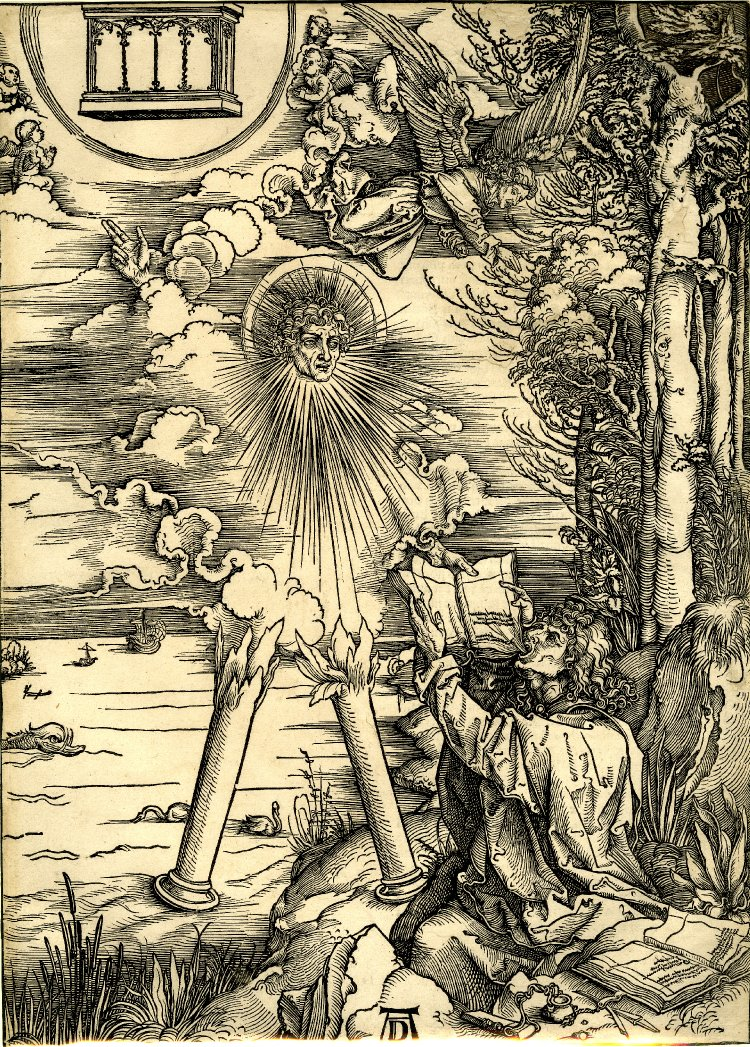
10.
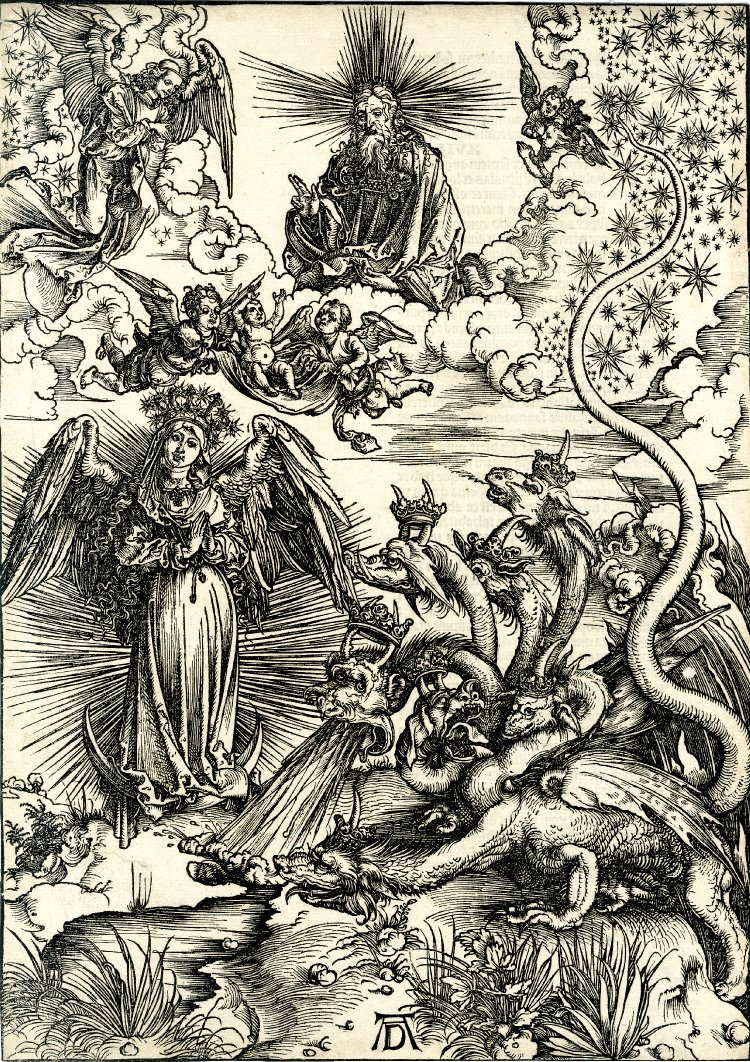
11.
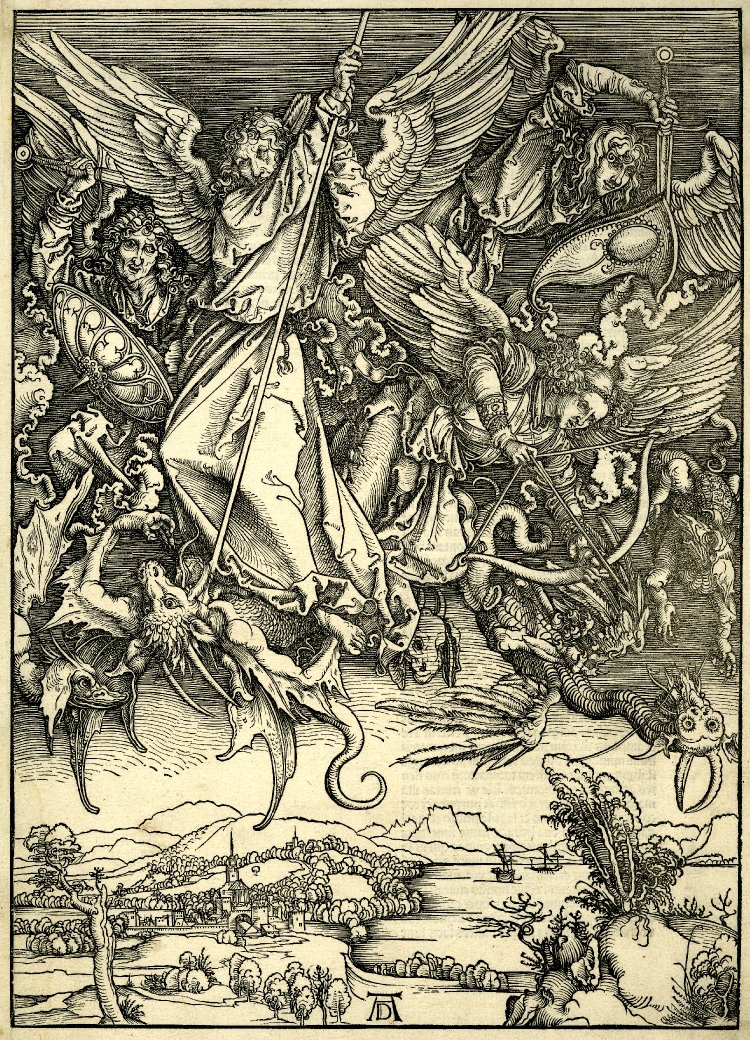
12. Mikaels kamp med draken.
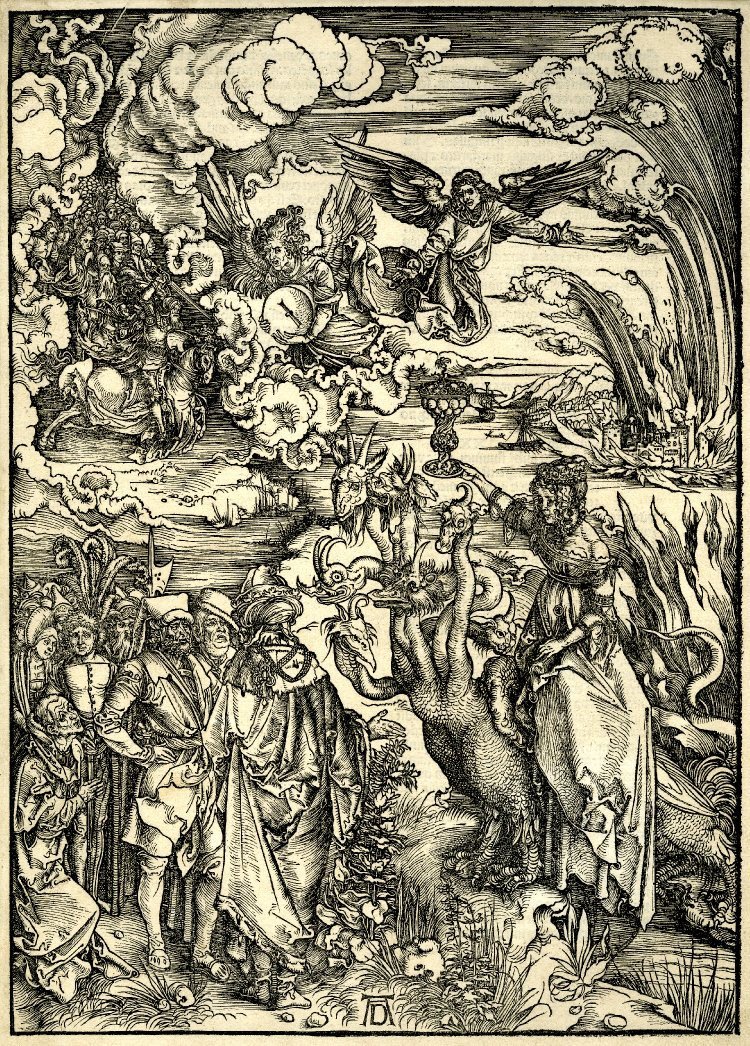
13.
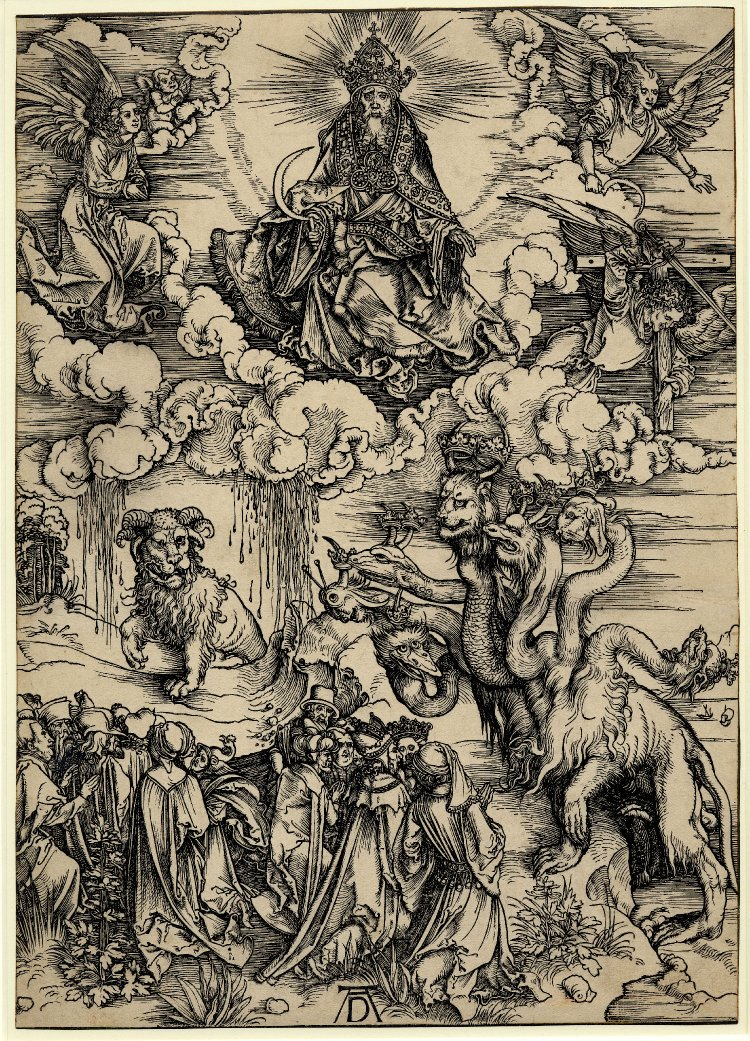
14.
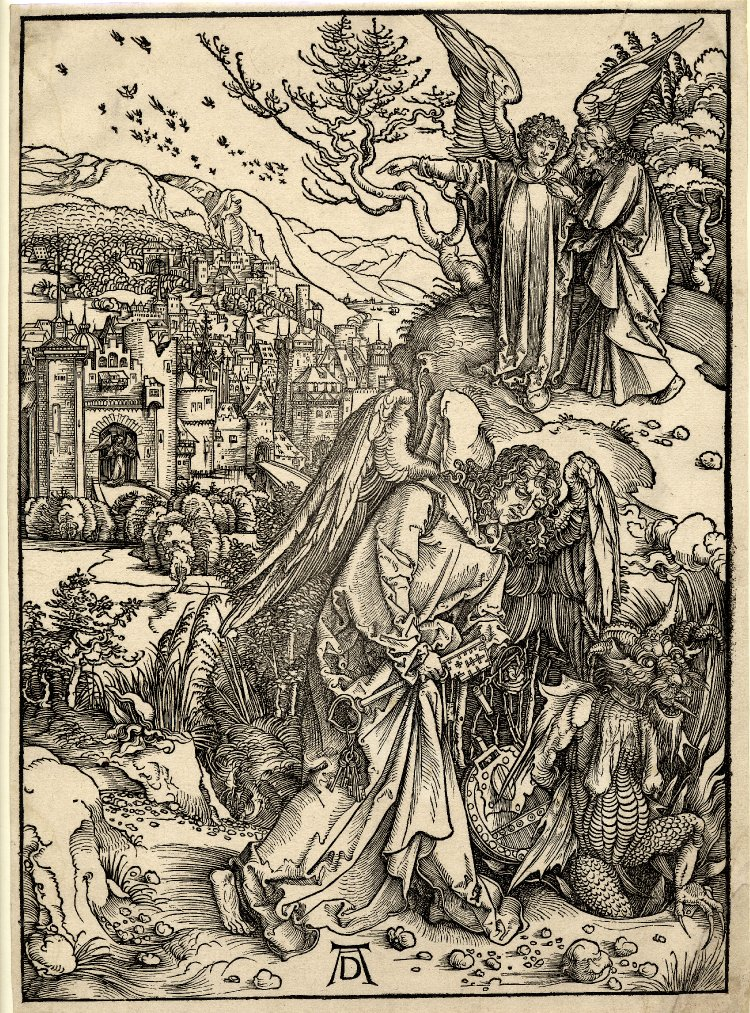
15.